# سارگپه ملخ‌خوار
سارگپه ملخ‌خوار (نام علمی: Butastur rufipennis) نام یک گونه از تیره بازان است.